# Tortoman
Tortoman é uma comuna romena localizada no distrito de Constanţa, na região de Dobruja. A comuna possui uma área de 99.11 km² e sua população era de 1756 habitantes segundo o censo de 2007.